# Seiya Asami
Seiya Asami (japanska: 浅海聖哉), född 28 oktober 2002, är en japansk fäktare som tävlar i värja.

## Karriär
Vid asiatiska mästerskapen 2025 i Bali tog Asami guld tillsammans med Koki Kano, Akira Komata och Masaru Yamada i lagtävlingen i värja. Vid VM 2025 i Tbilisi tog de återigen guld tillsammans i lagtävlingen i värja efter att ha besegrat Ungern i finalen.